# Lateranen

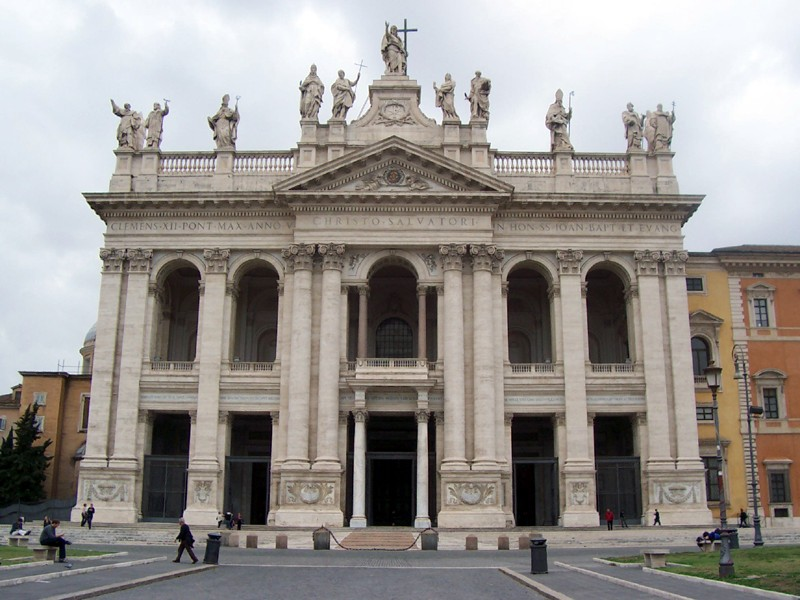
Lateranbasilikan.

Lateranen är ett område i södra Rom som år 313 skänktes av kejsar Konstantin den store till biskopen av Rom, det vill säga påven. Lateranen har fått sitt namn efter familjen Laterani, vars palats kejsar Konstantin blev ägare till och därefter skänkte till påve Sylvester I. Palatset byggdes om på 800-talet och påvarna bodde där till in på 1300-talet. Det nuvarande Lateranen uppfördes 1586. 
Här uppfördes snart Lateranbasilikan som är kristenhetens äldsta ännu brukade kyrka och alltjämt Roms domkyrka.
I det angränsande Lateranpalatset, som var påvarnas residens intill deras ”babyloniska fångenskap” i den sydfranska staden Avignon, hölls fem koncilier under medeltiden, de så kallade Laterankoncilierna.
I likhet med ett antal andra byggnader i Rom tillhör Lateranen Heliga stolen, trots att området ligger utanför Vatikanstaten. Enligt Lateranavtalet har palatset och basilikan på Lateranen exterritoriell status motsvarande ambassaders.
Lateranen ritades av Domenico Fontana.

## Källhänvisningar
1. ↑  Lateranen i Nordisk familjebok (fjärde upplagan, 1951)
2. 1 2  "Lateranen". NE.se. Läst 11 januari 2015.